# NGC 45
NGC 45 (również PGC 930) – galaktyka spiralna znajdująca się w gwiazdozbiorze Wieloryba. Odkrył ją John Herschel 11 listopada 1835 roku. Galaktyka NGC 45 należy do grupy galaktyk w Rzeźbiarzu.

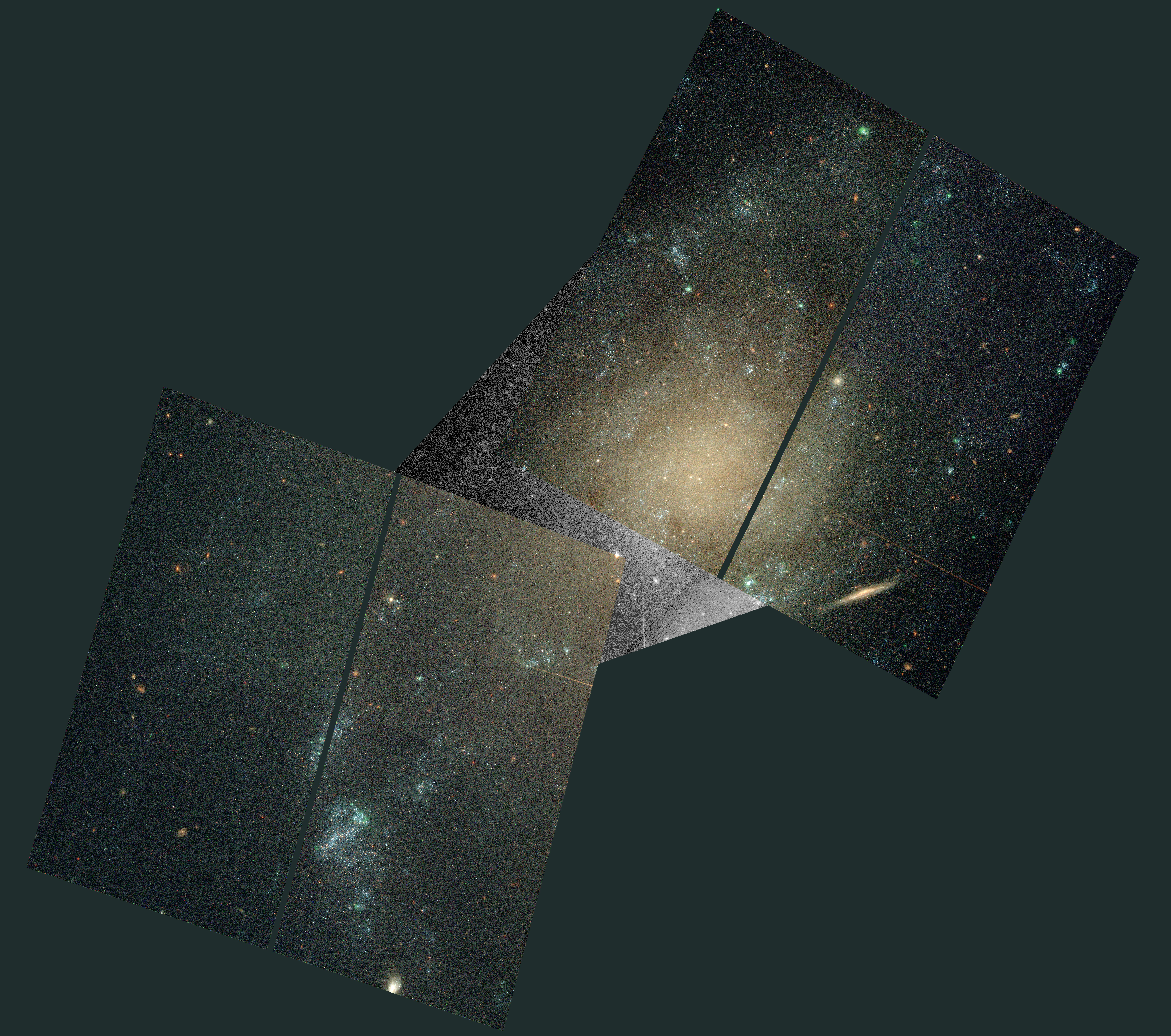
Mozaika zdjęć z teleskopu Hubble’a